# Джованні Баттіста Перголезі
Джова́нні Батті́ста Перголе́зі (італ. Giovanni Battista Pergolesi; 4 січня 1710, Єзі — 16 березня 1736, Поццуолі) — італійський композитор, скрипаль і органіст. Перголезі став родоначальником жанру італійської комічної опери-буфа.

## Біографія
Народився у місті Єзі, де вивчав музику під керівництвом Франческо Сантіні. У 1725 році він переїхав у Неаполь, де вивчав основи композиції під керівництвом Гаетано Греко. У Неаполі Перголезі залишився до кінця своїх днів. Тут уперше були поставлені всі його опери, крім однієї — L'Olimpiade, прем'єра якої відбулася у Римі.

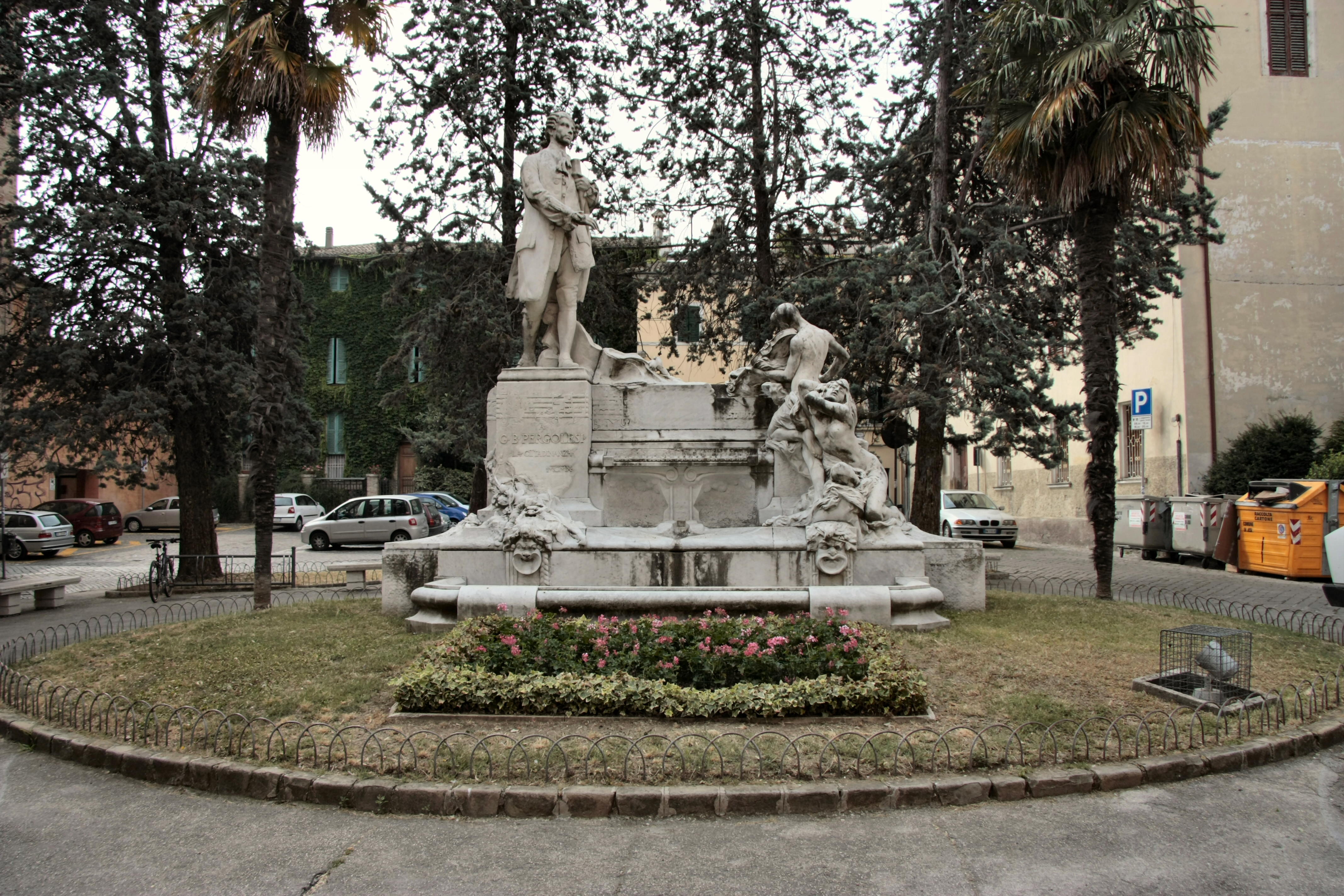
Пам'ятник Перголезі у місті Єзі

З перших кроків Перголезі зарекомендував себе як яскравий автор, схильний до експериментів і новацій. Найвдалішою його оперою вважається написана у 1733 році «Служниця-пані» (італ. La Serva-Padrona), що швидко завоювала популярність. Представлена 1752 року в Парижі, опера викликала запеклі суперечки між прихильниками традиційної французької опери (серед яких були такі корифеї жанру як Люллі і Рамо) і шанувальниками нової італійської комічної опери, що тривали протягом кількох років. Опера була настільки популярна, що лібрето з неї співали на вулицях міст Італії.
Поряд зі світською, Перголезі активно складав і духовну музику. Найвідомішим духовним твором композитора вважається кантата Stabat Mater, написана незадовго до смерті як «дублер» аналогічного маловідомого нині твору Алессандро Скарлатті, що виконувався в неаполітанських храмах кожну страстну п'ятницю.
Перголезі також створив ряд великих інструментальних робіт, включаючи скрипкову сонату і скрипковий концерт. У той же час ряд творів, приписуваних композиторові після його смерті, як з'ясувалося, були написані іншими авторами. Так, довгий час перу Перголезі приписували «Concerti Armonici», який виявився на перевірку твором німецького композитором У. В. ван Вассенером.
Перголезі помер від туберкульозу в 26-річному віці.
До цього часу неможливо відтворити список робіт композитора. Одні твори посмертно приписувалися Перголезі, хоча насправді були написані уже його наступниками. Орієнтовний перелік такий:

### Твори, опубліковані за життя

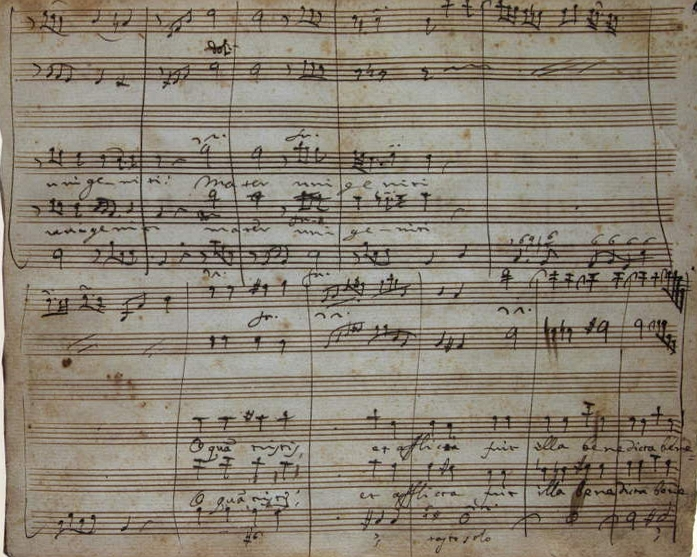
Stabat Mater з автографом композитора

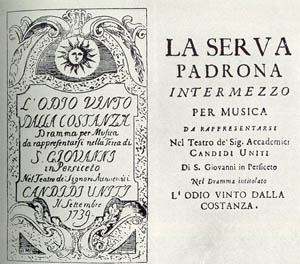
Титул Служниці-пані

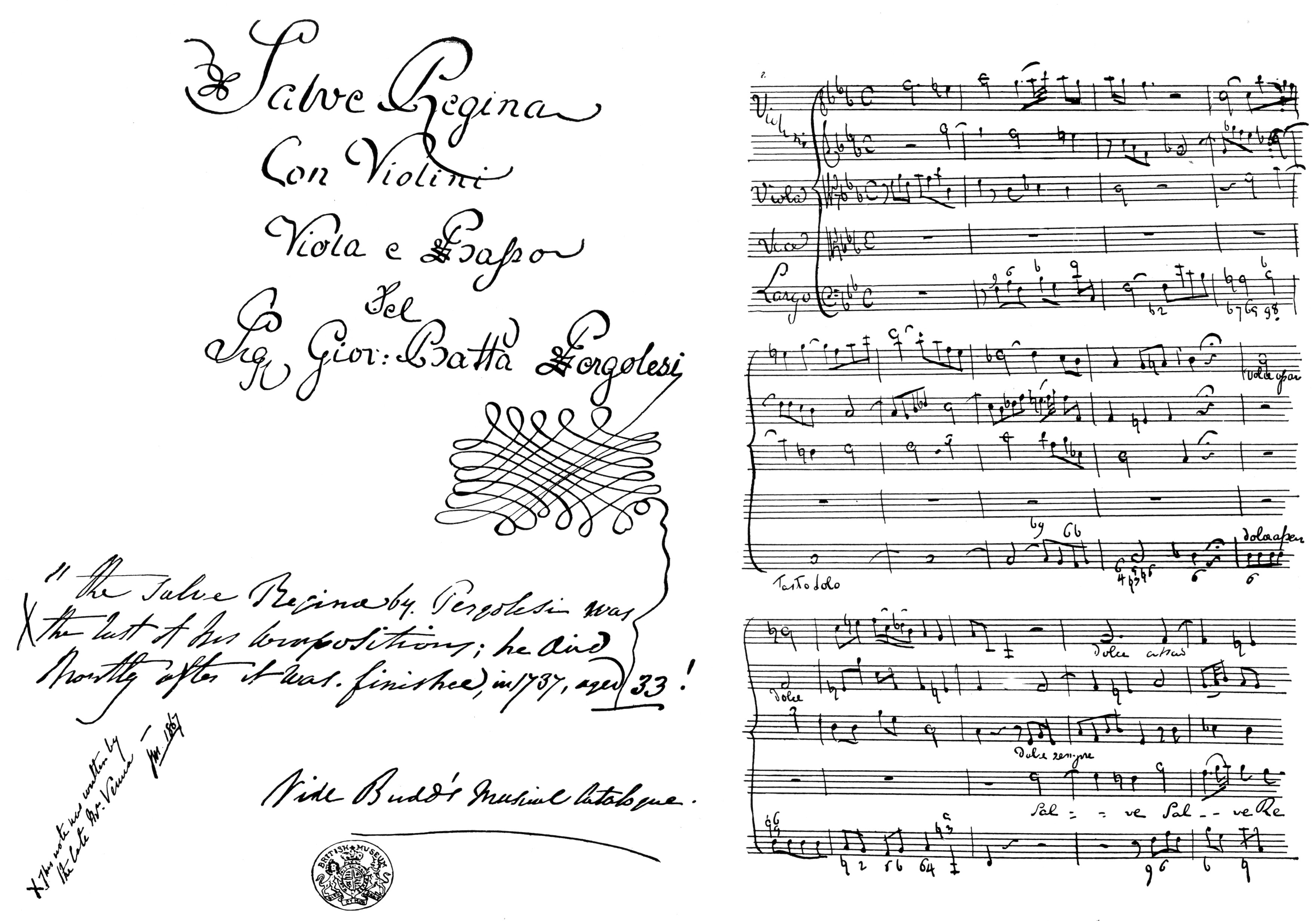
Оригінал титулу «Salve Regina»

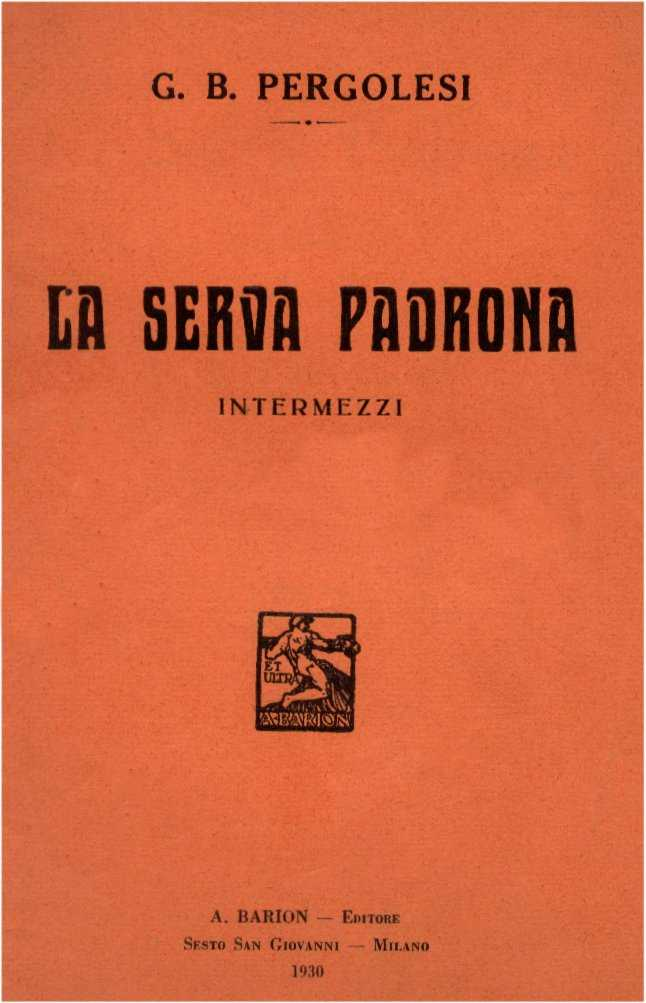
Титул Служниці-пані 1930 року

- 1729 O Salutaris Hostia, гімн для тенора і баса.
- 1731 Li prodigi della divina grazia nella conversione di S. Guglielmo Duca d'Aquitania, священної драми. ( '*' )
- 1731 Це план — Кантата для альта.
- 1731—1732 «Salustia, Опера.
- Комбіновані Інтермеццо Nerina e Nibbio (втрачені).
- 1732 Меса в D (Кіріє і Глорія).
- 1732 Domine ad adjuvandum me піснеспів для 5 голосів для хору та струнних.
- 1732 Dixit Dominus, Псалом для сопрано, 2 хорів і оркестру.
- 1732 Confitebor tibi Domine, Псалом для сопрано, альта, хору і струнних.
- 1733 Ув'язнений, опера.
- Служниця-пані Об'єднані Інтермеццо.
- 1734 Меса в F (Кіріє і Глоріє).
- 1734 Адріано в Сирії», опера.
- Комбіновані Інтермеццо Livietta e Tracollo nota anche come La Contadina Astuta o La Finta Polacca.
- 1732 Чернець, опера-буфа неаполітанському мовою.
- 1735 Щасливий час, прелюдія.
- 1735  Фламініо, комічна опера.
- 1735  Олімпіада, опера.

### Роботи, опубліковані після смерті
- Концерт для скрипки сі-бемоль.
- Dalsigre, ahi mia Dalsigre — Кантата для сопрано та струнних.
- In coelestibus regnis, для альта, струнних і баса.
- Laetatus sum, Псалом для сопрано і оркестру.
- Laudate Pueri Dominum, Псалом для сопрано, хору та оркестру.
- Світло очей моїх  — кантата для сопрано та струнних.
- Salve Regina у До мінор, піснеспів для сопрано, струнних.
- Segreto tormento інакше відомий як Хто не чув і не бачить — кантата для сопрано.
- Соната ля мінор для клавесина.
- Stabat Mater для сопрано, альта, струнних і баса.
- Ти залишишся моя дорога — кантата для сопрано, альта та струнних.

## Зовнішність

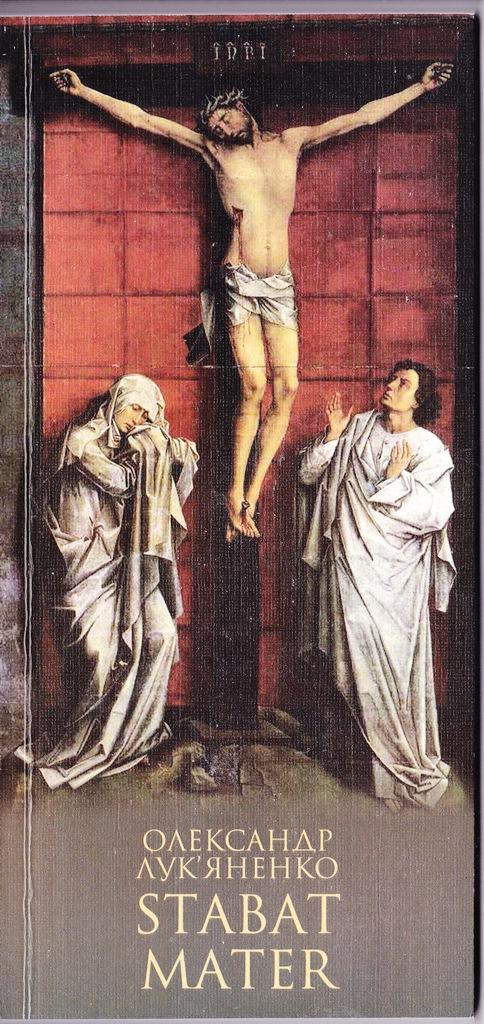
Обкладинка історичної драми-каяття Олександра Лук'яненка про життя Джованні Перголезі

Донині невідомою залишається зовнішність композитора. Збереглися лише пізні портрети та фантазії художників на тему зовнішності композитора. У драмі «Stabat Mater» за основу взято один із уявних портретів композитора:
|  | До кімнати заходить Джованні Перголезі, трохи шкутильгаючи на ліву ногу. Попри убогість кімнати, сам композитор одягнений зі смаком. Біла легка сорочка, прикрашена легким, ледь заплетеним у візерунки мереживом на манжетах, додаючи ще більшої елегантності його тонким рукам. Високу тонку шию у міцних обіймах тримає біла батистова хустка, оперезана тонкою чорною стрічкою. На Перголезі чорний оксамитовий приталений жюстокор абі1, який щільно прилягає до талії. Та, попри те, що він чорніший ночі, виблискує золотою вишивкою по краях. Елегантне золоте прядиво заплітається у багаті вогняні візерунки на манжетах та на кишенях. На бортах жюстокора розквітають вимережені вправною рукою золотаві квіти. По всій довжині абі — від комірця, що двома своїми кінцями, як півмісяць позолоченими ріжками, тягнеться донизу фалдованого жюстокора — як зорі на нічному небі, сяють розкішні золоті ґудзики. З-під абі видніються полички рубінового камзолу, засіяні золотавими блискітками, утриманими блискучими ниткам." |

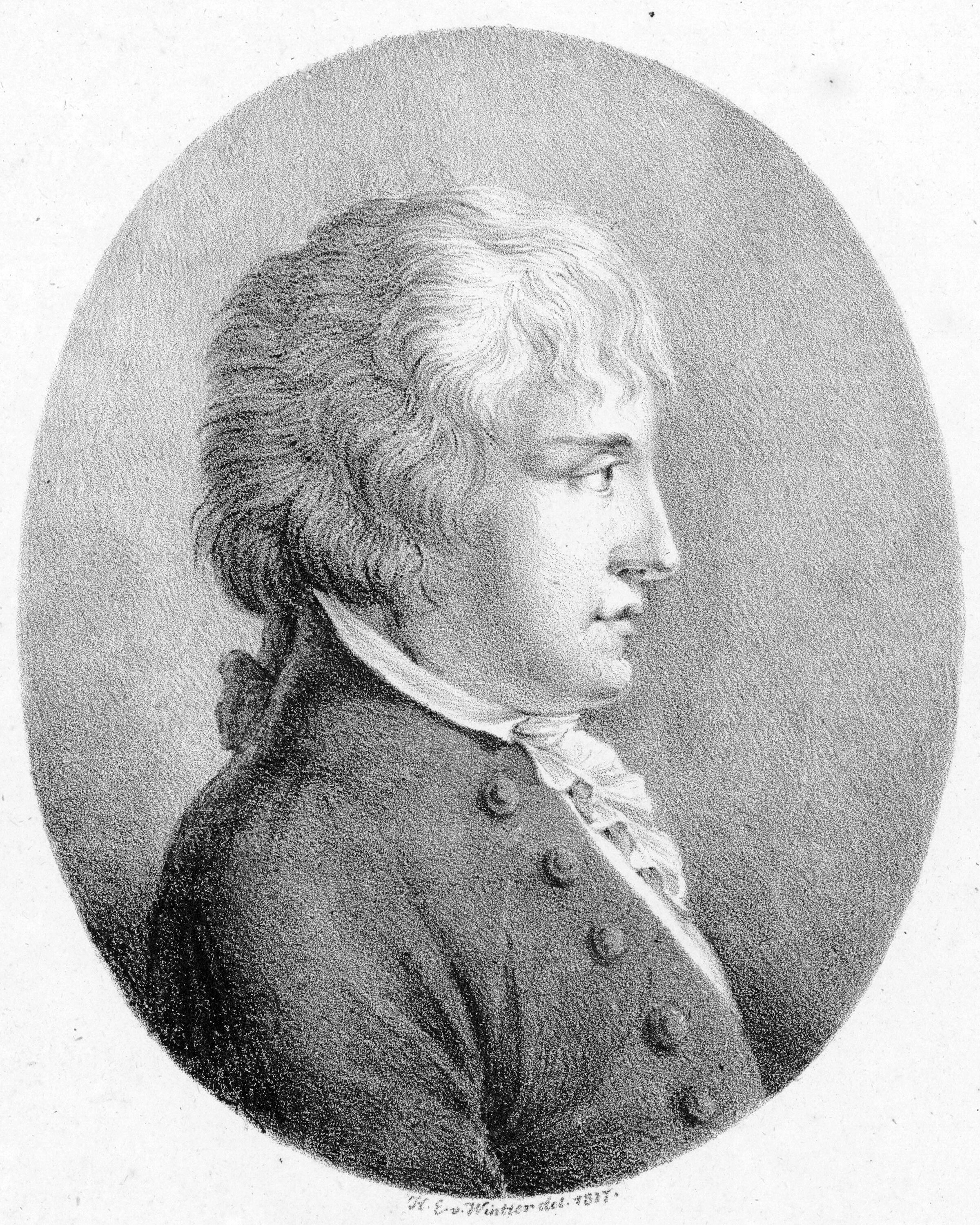
Портер Перголезі
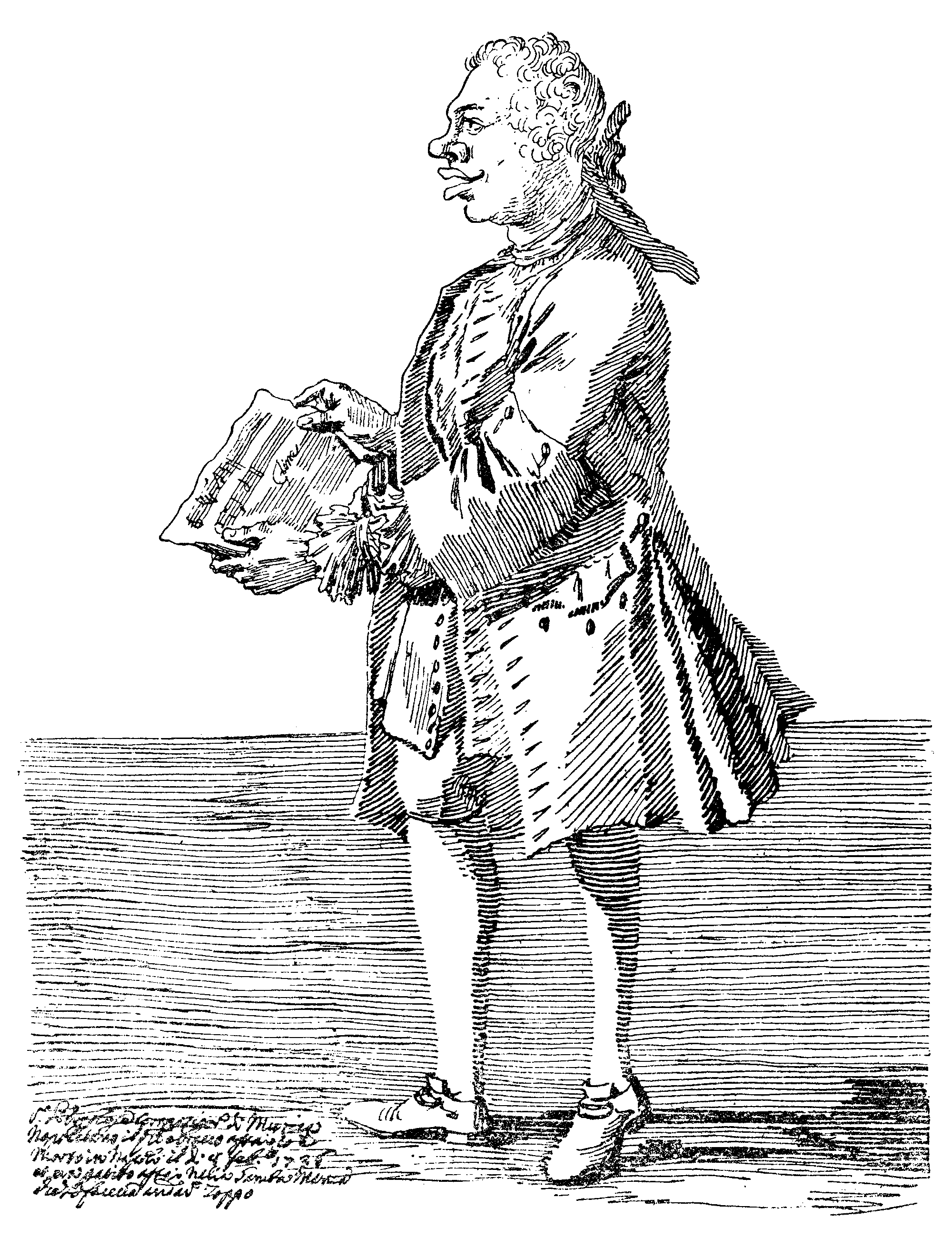
Карикатура на композитора, художник — П'єр Леоне Гецці (18 століття)
Перголезі руки Domenico Antonio VaccaroПерголезі руки Domenico Antonio Vaccaro
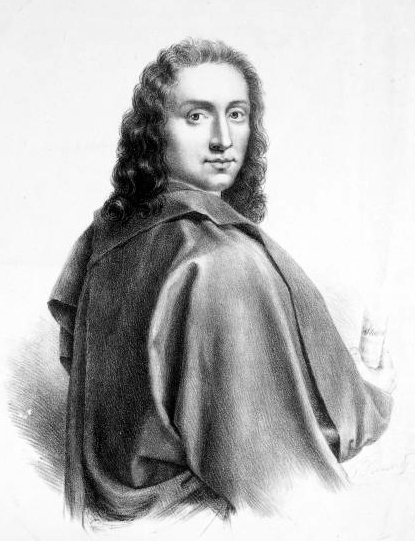
Перголезі руки Vincenzo Roscioni
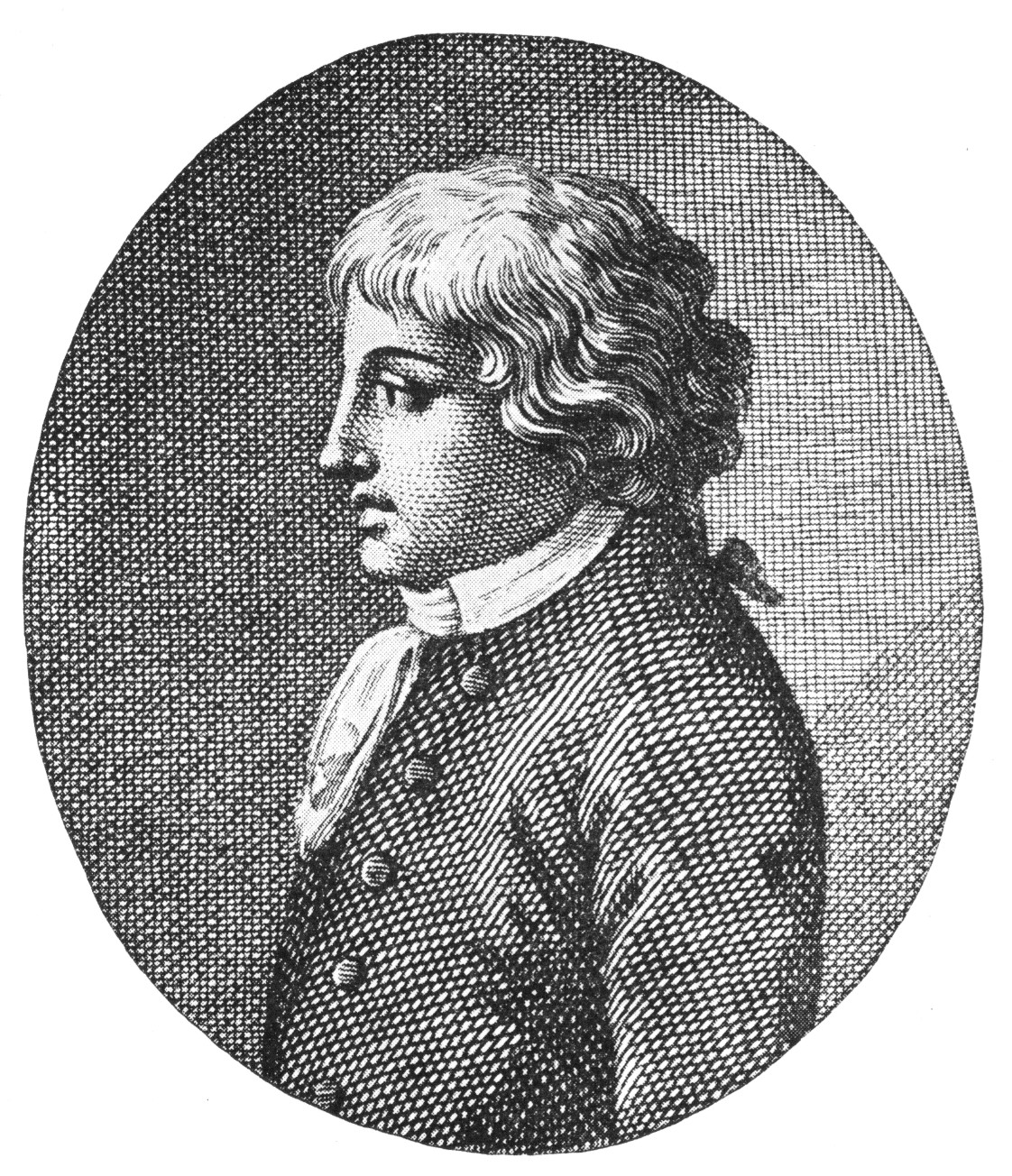
Перголезі, портрет 1906 р.
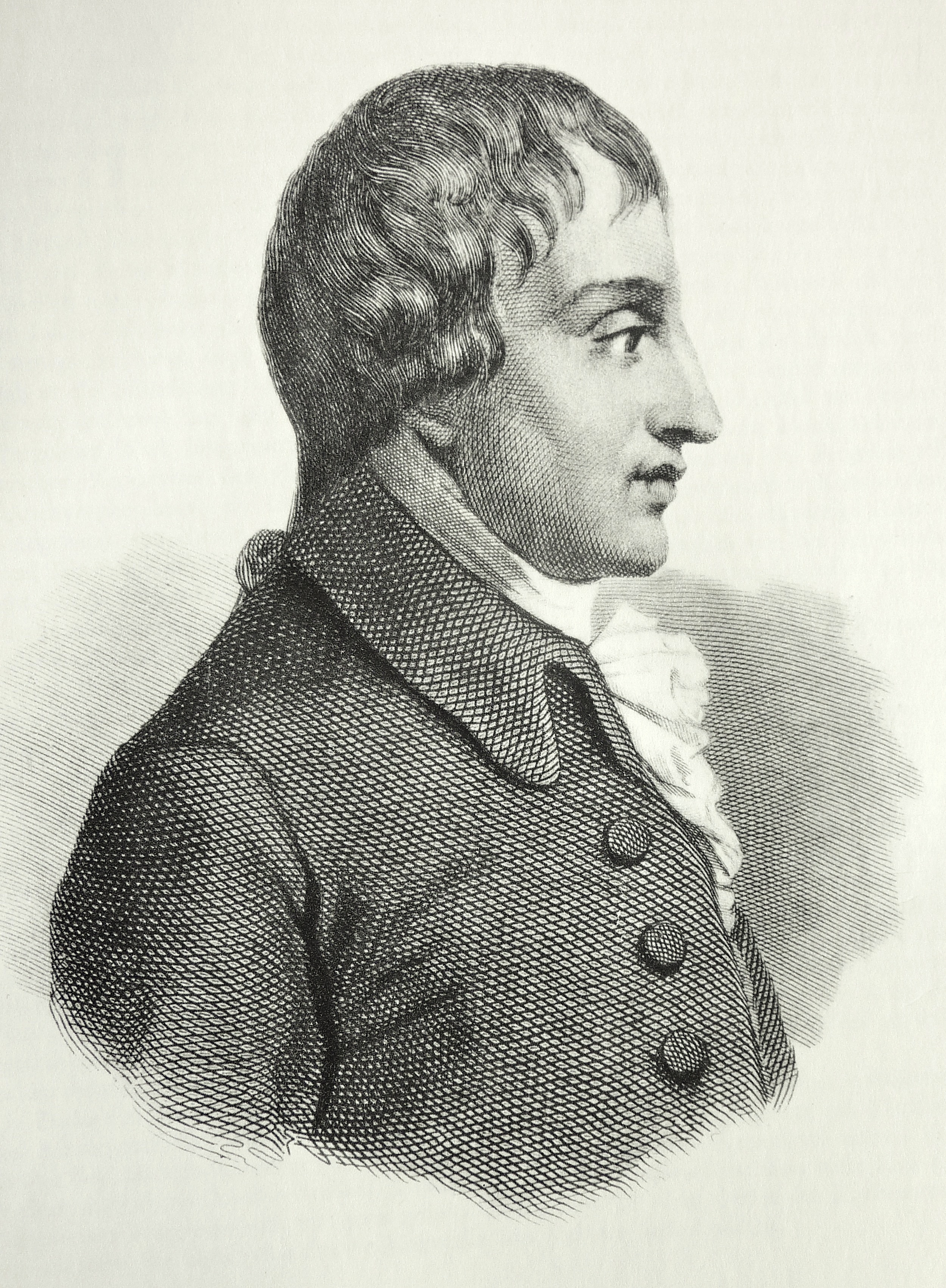
Перголезі руки німецького митця 1946 р.

## В культурі
Існує 7622 Pergolesi — астероїд, названий на честь композитора.
У 2014 р. у Полтаві у видавництві Ростислава Шевченка «Друкарська майстерня» вийшла у світ історична драма О. Лук'яненка «Stabat Mater», одним з героїв якої є Джованні Баттіста Перголезі.

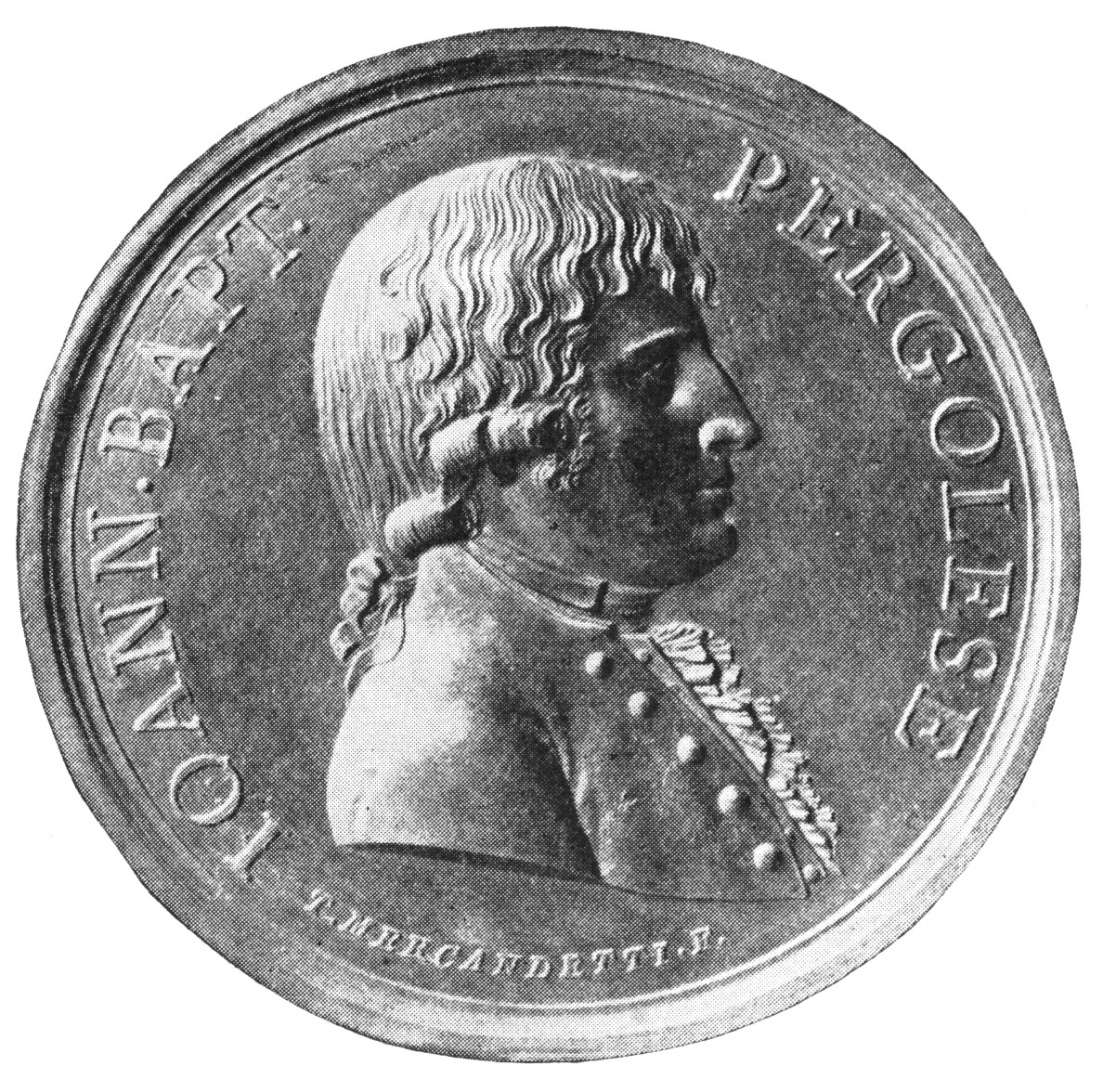
Медаль 1806 р. в пам'ять про «Stabat Mater
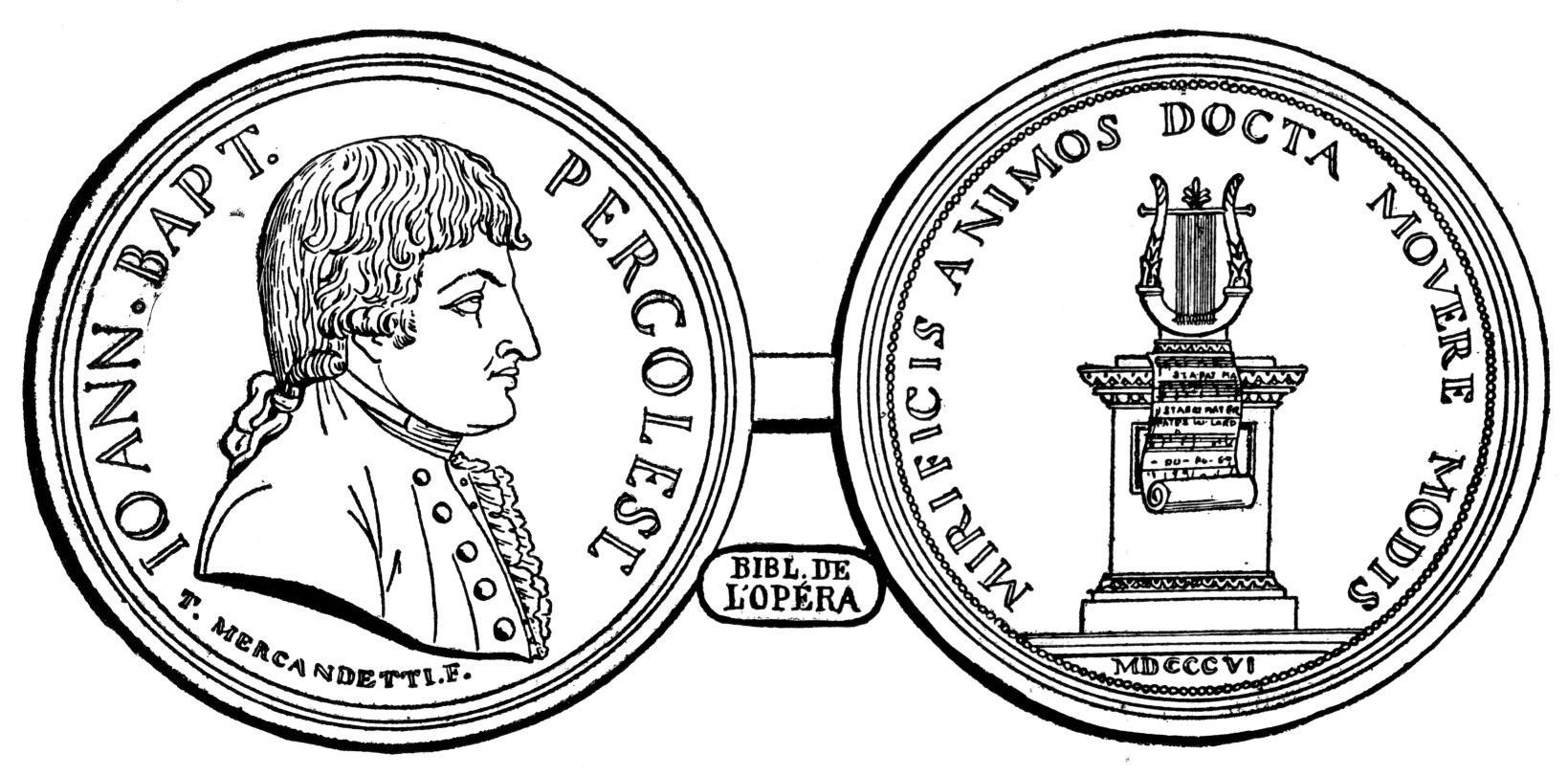
Ескізний проект пам'ятної медалі.
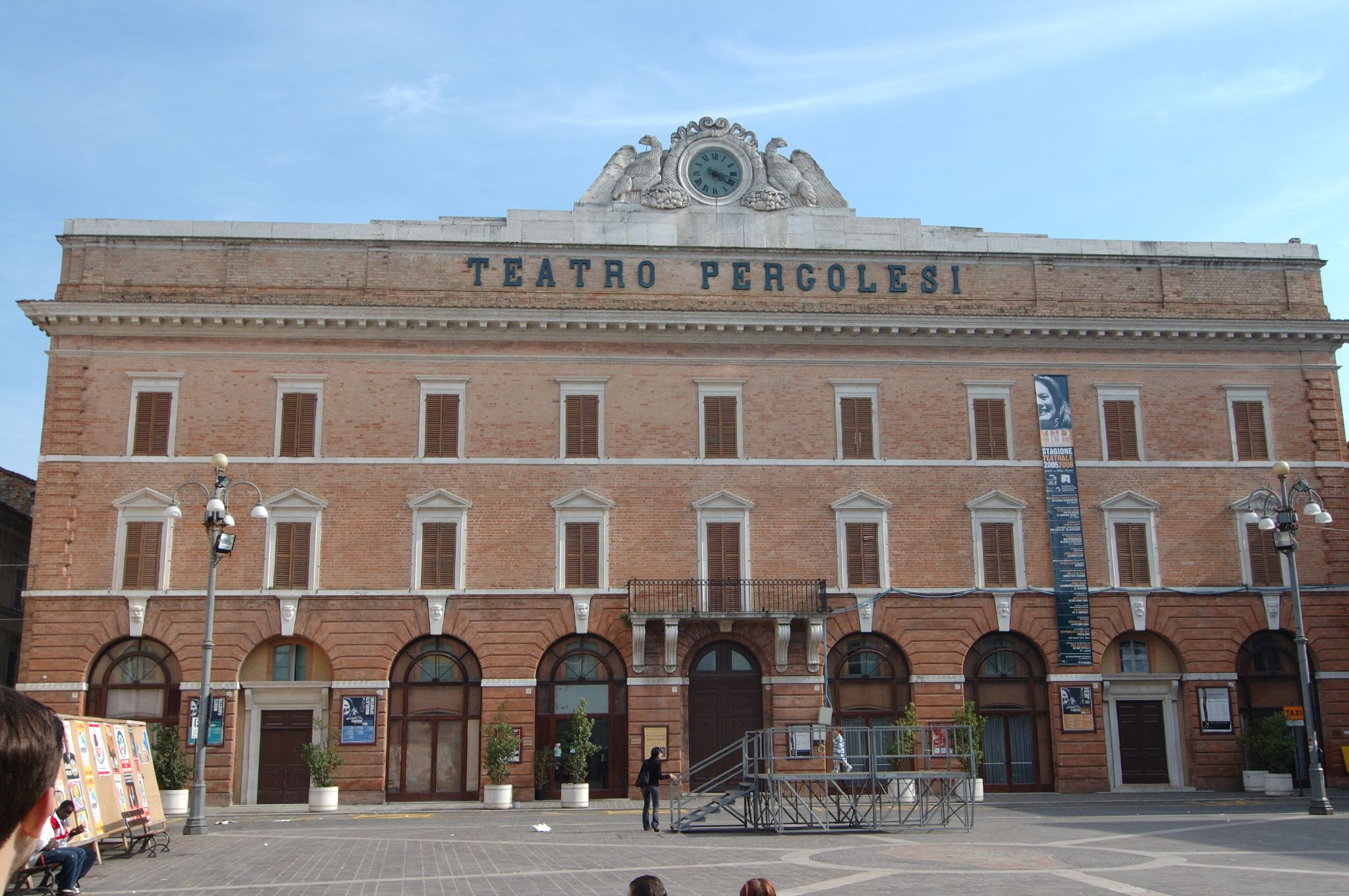
Театр імені Перголезі у Єзі